# Vlag van Fukushima

Vlag van Fukushima (ratio 2:3)

Vlag van Fukushima, 1951-1968 (ratio 7:10)

De prefecturale vlag van Fukushima bestaat uit een oranje vlak met een wit gestileerd hiragana-karakter ふ [fu] in de vorm van een cirkel, als symbool voor de harmonie en solidariteit van de mensen en de gestage ontwikkeling van de prefectuur. De oranje kleur staat voor liefde en hoop. De prefecturale vlag werd op 23 oktober 1968 aangenomen.
De vorige prefecturale vlag werd aangenomen op 4 augustus 1951. De betekenis van de vorige vlag is om de hoop van de mensen van de prefectuur op een doorbraak te symboliseren, met de naam van de prefectuur in het Japans (oude schrift) geschreven in het rood, omarmd door het witte silhouet van de berg Bandai op een groen vlak. Op 23 oktober 1968 wordt de vorige vlag vervangen door de huidige.